# Georg Sigwart (Philologe)
Georg Sigwart (* 13. Dezember 1881 in Kleinsüßen; † 6. Dezember 1952 in Wasserburg-Edgarten) war ein deutscher Klassischer Philologe, Heimatforscher und Gymnasialprofessor.

## Leben
Georg Sigwart war eines von neun Kindern des Bahnvorstands Friedrich Georg Heinrich Sigwart (1849–1913) und dessen Ehefrau Mathilde, geborene Hahn. Er besuchte das Gymnasium in Stuttgart und studierte anschließend Klassische Philologie und Geschichte am evangelischen Seminar in Tübingen. 1906 promovierte er an der philosophischen Fakultät zu Tübingen mit einer Arbeit über Römische Fasten und Annalen bei Diodor. Ein Beitrag zur Kritik der älteren republikanischen Verfassungsgeschichte. Die Arbeit erschien auch als Beitrag in der althistorischen Fachzeitschrift Klio Ausg. 6 von 1906. Vom 1. Oktober 1908 bis zum 30. April 1916 war er als Materialsammler für das Lexikonprojekt Thesaurus Linguae Latinae tätig.
Nach seiner Zeit beim Thesaurus unterrichtete Sigwart von 1916 bis 1933 am Gymnasium in Ulm, später in Wasserburg und widmete sich während vieler Jahre der Erforschung der etruskischen Sprache und der Wasserburger Geschichte. In der Präsenzbibliothek des Stadtarchivs Wasserburg am Inn befinden sich zahlreiche seiner Beiträge für die Reihe Heimat am Inn. Unter anderem hielt er 1936 eine Vortragsveranstaltung zum Thema „Der Römerstein in Attel“ beim Heimatverein (Historischer Verein) e. V. für Wasserburg und Umgebung. Er war auch Initiator für die Gründung und erster Vorsitzender des Obst- und Gartenbauvereins Roßhart. Sein Entwurf für das Wappen des Pfarrdorfs Attel wurde aufgrund geltender Vorschriften 1932 nicht gebilligt.
Sigwart war kinderlos verheiratet und starb 1952 in Edgarten.

## Publikationen (Auswahl)
- Römische Fasten und Annalen bei Diodor. Ein Beitrag zur Kritik der älteren republikanischen Verfassungsgeschichte. [zgl. Diss] Julius Abel Verlag, Greifswald, 1906; auch veröffentl. in Klio, Ausg. 6, 1906, S. 269–286; 341–379.
- König Romulus bei Ennius. In: Klio, Ausg. 17, 1921, S. 16–32[8]
- Eine Kulturstätte. Eine Erzählung vom alten Rott am Inn. [13-tlg. Beitr.] In: Heimat am Inn, Jg. 1, H4, 1927 bis Jg. 2, H. 9, 1928.[4]
- Der Wasserburger Drache. In: Heimat am Inn, Jg. 9, H. 7, 1935.[4]
- Historischer Verein für Wasserburg und Umgebung. In: Heimat am Inn, Jg. 9, H. 1, 1935.[4]
- Der Anfang der Stadt Wasserburg. Beitrag zur Reihe Wasserburg am Inn. Mit 76 Abbildungen. In: Das Bayerland 47, 1936, S: 716.[9]
- Das etruskische Rätsel. Erkenntnisse aus dem Forschungsnachlaß des Prof. Dr. Georg Sigwart. [posthum] In: Heimat am Inn, H. 1, 1953.[4]